# Judicis de Dachau

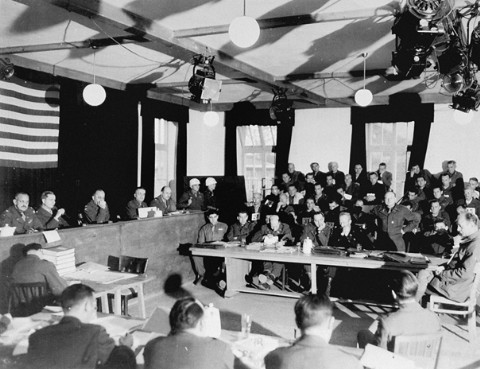
L'antic Sturmbannführer de les SS, Friedrich Weitzel, oficial a càrrec de la distribució d'aliments i roba a Dachau, testifica durant el judici.

Els Judicis de Dachau van formar part del conjunt de processos jurisdiccionals -els més coneguts van ser els judicis de Nuremberg - per executar les responsabilitats de la defenestrada Alemanya Nazi al final de la Segona Guerra Mundial. Es va jutjar a criminals de guerra capturats en zones ocupades pels Estats Units i acusats d'atemptar contra els seus ciutadans. Es van celebrar per autoritats nord-americanes entre novembre de 1945 i agost de 1948 en el que va ser el camp de concentració de Dachau.

## Autoritat legal
Van ser duts a terme completament per personal militar nord-americà l'autoritat legal del qual havia estat conferida pel Cos de jutges advocats generals de l'Exèrcit dels Estats Units. El fiscal en cap del Tribunal Militar de Dachau va ser l'advocat militar William Denson. L'advocat defensor en cap fou el tinent coronel Douglas T. Bates Jr., un oficial d'artilleria i advocat de Centerville (Tennessee).

## Els delictes
Igual que en la resta de judicis en tribunals internacionals contra els nazis es van imputar als acusats quatre delictes:
1. Crims de guerra, l'existència d'assassinats, tortures i violacions, fets contraris a les Lleis de la Guerra.
2. Crims contra la humanitat, quan s'enfrontava l'extermini i la mort en massa.
3. Genocidi, quan es donava mort a tot un grup ètnic determinat.
4. Guerra d'agressió, sobre la base d'una premeditació per alterar la pau i entesa com el procés per atemptar contra la seguretat interior d'un Estat sobirà.

## Processos
A diferència dels judicis del Tribunal Militar Internacional de Nuremberg que va processar els principals criminals de guerra nazis sota la jurisdicció de les quatre potències aliades ocupants, els judicis de Dachau es van dur a terme exclusivament pels militars dels Estats Units.
Totes les audiències es van dur a terme a Dachau, perquè era, en aquell moment, el més conegut dels camps de concentració nazis i que actuaria com a teló de fons per posar l'accent en la corrupció moral del règim nazi.
Durant gairebé tres anys, els tribunals militars nord-americans van portar a judici 1672 criminals de guerra alemanys en 489 procediments separats. En total 1.416 ex membres del règim nazi van ser declarats culpables, d'aquests, 297 van ser condemnats a mort i 279 van ser condemnats a cadena perpètua. Tots els condemnats van ser enviats a la presó per a criminals de guerra a Landsberg am Lech per complir les penes o anar a la forca.

### El procés de la massacre de Malmedy
Durant els processos de Dachau es va celebrar un dels judicis més importants per la massacre de Malmedy. Conegut oficialment com a Cas 6-24, Estats Units versus Valentin Bersin et al va començar el 12 de maig de 1946 i es van llegir els veredictes el 16 de juliol de 1946.
En total, 74 membres de les Waffen SS foren acusats de l'assassinat de 80 presoners de guerra estatunidencs, en una clara vulneració de la Convenció de Ginebra a la cruïlla de Baugnez (Bèlgica) el 17 de desembre de 1944 durant la contraofensiva alemanya de la batalla de les Ardenes. El judici va ser molt polèmic: el tribunal, després de tres hores de deliberacions, admeté la força probatòria de les confessions de Schwäbisch i declarà culpables de crims de guerra els 74 acusats. 43 d'ells foren condemnats a morir a la forca; 23 foren condemnats a cadena perpètua, dos a vint anys de reclusió; un a quinze anys; els últims deu foren condemnats a deu anys de reclusió.
Totes les penes capitals dictades pel tribunal de Dachau foren commutades per cadena perpètua. El màxim responsable, Joachim Peiper, va romandre empresonat a la presó de Schwäbisch fins al 22 de desembre de 1956.

### Els camps de concentració
- Camp de concentració de Dachau: 40 oficials van ser jutjats, 36 dels acusats van ser condemnats a mort el 13 de desembre de 1945. D'aquests, 23 van acabar penjats el  28 i 29 de maig de 1946, entre ells l'ex comandant Gottfried Weiss i el metge del camp Claus Schilling. Els grups més petits dels funcionaris i els guàrdies del camp de Dachau van ser inclosos en diversos judicis posteriors pel tribunal. El 21 de novembre, es va anunciar que, fins a aquesta data, 116 acusats d'aquesta categoria havia estat declarats culpable i condemnats a penes de presó.
- Camp de concentració de Mauthausen: 61 oficials van ser jutjats al març i abril de 1946, 58 acusats van ser condemnats a mort l'11 de maig del mateix any. Entre els executats el comandant de les SS-Totenkopfverbände.
- Camp de concentració de Flossenbürg: 52 oficials i guàrdies d'aquest camp van ser jutjats entre el 12 de juny de 1946 i el 19 de gener de 1947. Dels acusats, 15 condemnats a mort i 25 a penes de presó.
- Camp de concentració de Buchenwald: entre abril i agost de 1947, 31 acusats van ser declarats culpables. D'aquests 22 van ser condemnats a mort, de 9 a presó.
- Camp de concentració de Mühldorf, cinc oficials van ser condemnats a mort per un tribunal de crims de guerra el 13 de maig de 1947 i set a penes de presó.
- Camp de concentració de Mittelbau-Dora: el 7 d'agost de 1947, foren condemnats 15 ex guàrdies de les SS i un Kapo (un va ser executat). El judici també va abordar la qüestió de la responsabilitat amb els presoners pels científics dels coets V-2 a Mittelwerk.